# David Forde
David Forde (Galway, Irlanda, 20 de diciembre de 1979) es un exfutbolista irlandés que jugaba de portero. Fue profesional durante 20 años, retirándose en agosto de 2019.

## Selección nacional
Fue internacional con la selección de fútbol de Irlanda en 24 ocasiones.

### Participaciones internacionales
| Torneo        | Sede              | Resultado    |
| ------------- | ----------------- | ------------ |
| Eurocopa 2012 | Polonia y Ucrania | Primera fase |

## Clubes
| Club                      | País              | Año       |
| ------------------------- | ----------------- | --------- |
| Galway United F. C.       | Irlanda           | 1999-2001 |
| Barry Town F. C.          | Gales             | 2001-2002 |
| West Ham United F. C.     | Inglaterra        | 2002-2004 |
| Derry City F. C. (cedido) | Irlanda del Norte | 2003      |
| Barnet F. C. (cedido)     | Inglaterra        | 2003      |
| Galway United F. C.       | Irlanda           | 2004      |
| Derry City F. C.          | Irlanda del Norte | 2005-2006 |
| Cardiff City F. C.        | Gales             | 2007-2008 |
| Luton Town F. C. (cedido) | Inglaterra        | 2007      |
| AFC Bournemouth (cedido)  | Inglaterra        | 2008      |
| Millwall F. C.            | Inglaterra        | 2008-2017 |
| Portsmouth F. C. (cedido) | Inglaterra        | 2016-2017 |
| Cambridge United F. C.    | Inglaterra        | 2017-2019 |

## Palmarés

### Títulos nacionales
| Título                      | Club             | País       | Año  |
| --------------------------- | ---------------- | ---------- | ---- |
| Copa de la Liga de Irlanda  | Derry City F. C. | Irlanda    | 2005 |
| Copa de Irlanda             | Derry City F. C. | Irlanda    | 2006 |
| Copa de la Liga de Irlanda  | Derry City F. C. | Irlanda    | 2006 |
| English Football League Two | Portsmouth F. C. | Inglaterra | 2017 |